# Association for Logic, Language and Information
L'Association for Logic, Language and Information , en français l'Association pour la logique, la langue et l'information (abrégé en FoLLI ) est une société savante internationale, notamment européenne. Elle a été fondée en 1991 « pour faire progresser la pratique de la recherche et de l'éducation aux interfaces entre la logique, la linguistique, l'informatique et les sciences cognitives et les disciplines connexes ». 

## Activités
L'Association supervise la revue académique Journal of Logic, Language and Information (JoLLI) publiée par Springer. 
L'Association coordonne des Écoles d'été, notamment  European Summer School in Logic, Language and Information (ESSLLI), la North American Summer School in Logic, Language, and Information (NASSLLI), et la Conference and Second East-Asian School on Logic, Language and Computation (EASLLC) ; la première de ces écoles,  ESSLLI 1989, a eu lieu en août 1989 à Groningen, la 32e qui devait avoir lieu en 2020, a été décalée en 2021. 
L'association attribue le Prix de thèse E. W. Beth à des thèses exceptionnelles dans les domaines de la logique, du langage et de l'information.
FoLLI publie une serie de livres, Publications on Logic, Language and Information, en tant que sous-série des Lecture Notes in Computer Science de Springer. Les publications sont des actes et comptes-rendus des conférences et ateliers organisés ou soutenus par le FOLLI, des monographies de recherche (y compris les versions en livre de thèses remarquables), des manuels, tutoriels, et notes de cours.

## Organisation
Le président de FoLLI est, depuis août 2020,  Lawrence S. Moss, professeur de mathématiques à l'Université de l'Indiana à Bloomington. Le conseil d'administration est composé, en 2020,  de Larry Moss (président), Sonja Smets (vice-présidente), Natasha Alechina (secrétaire), Nina Gierasimczuk (trésorière), Valentin Goranko (membre senior), Darja Fiser, Benedikt Löwe, Louise McNally et Pritty Patel -Grosz.
Les anciens présidents de l'Association sont Johan van Benthem (1991-1995), Wilfrid Hodges (1995-1996), Erhard Hinrichs (1997-1998), Paul Gochet (1999-2001), Hans Uzskoreit (2002-2003), Luigia Carlucci Aiello (2004- 2007), Michael Moortgat (2007-2012), Ann Copestake (2012-2016) et Valentin Goranko (2016-2020).